# Phytoliriomyza picea
Phytoliriomyza picea är en tvåvingeart som beskrevs av Spencer 1963. Phytoliriomyza picea ingår i släktet Phytoliriomyza och familjen minerarflugor. Inga underarter finns listade i Catalogue of Life.